# Ne me quitte pas
Pistes de La Valse à mille temps
Je t'aime Les Flamandes
Ne me quitte pas est une chanson de Jacques Brel sur la rupture amoureuse, écrite et composée avec son pianiste Gérard Jouannest et enregistrée par Brel en 1959.

## Genèse
La chanson est écrite dans le bistro Au Rêve après la séparation de Brel et de sa maîtresse Suzanne Gabriello dont il était amoureux depuis 1955 mais qui mit fin à leur relation, Brel refusant de quitter sa femme et ses trois enfants.
Elle est co-composée avec son pianiste accompagnateur de concert Gérard Jouannest, bien que celui-ci n'en ait jamais été crédité, n'étant à l'époque pas encore inscrit à la Sacem. Elle est ensuite arrangée par François Rauber mais Brel la destine à une interprète féminine, Simone Langlois, qui l'enregistre en janvier 1959 sur un 45 tours quatre titres, avant de l’enregistrer lui-même le 11 septembre 1959.
Cette chanson a connu plusieurs versions studio :
- La première version est enregistrée en 1959. Sylvette Allart y joue des ondes Martenot.
- En 1961, Brel enregistre une version en néerlandais, intitulée Laat me niet alleen.
- Les  20, 23 et 27 juin 1972, il réenregistre des nouvelles versions, pour l'album qui propose de nouveaux enregistrements des plus célèbres chansons de sa période pré-Barclay (ce disque est communément nommé Ne me quitte pas). La prise du 27 juin sera retenue.

## Musique

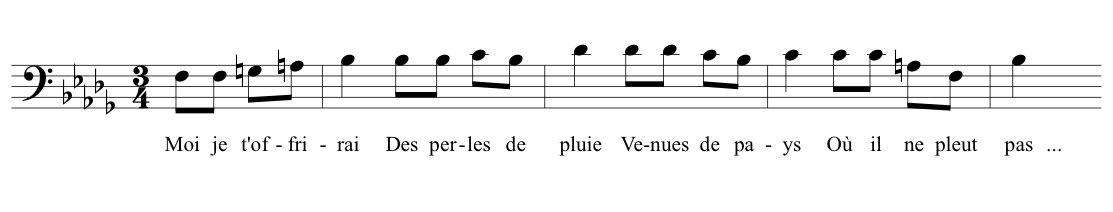
Fragment de Ne me quitte pas.

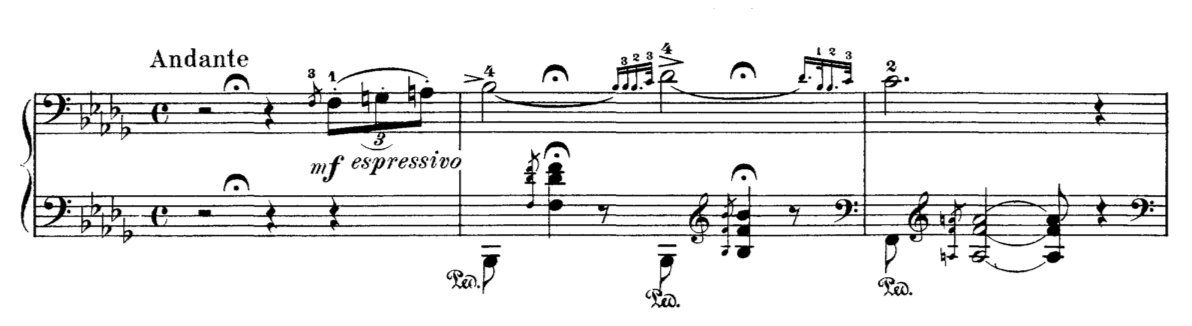
Début du de la Rapsodie hongroise no 6 (Breitkopf & Härtel, 1926).

Une partie de la chanson reprend le début du second mouvement de la Rhapsodie hongroise no 6 (en) de Franz Liszt,. Brel avait en effet appris à jouer ce morceau au piano étant enfant et l'abbé Dechamps, qui fut son professeur de français à l'Institut Saint-Louis, rapporte que c'était son morceau préféré,.
Eddy Przybylski relève également une similitude avec un passage de la Sonate pour piano no 17 de Beethoven.

## Paroles
Jacques Brel, sept ans après la création de Ne me quitte pas, affirme lors d'un entretien radiophonique que cette chanson n'est pas une chanson d'amour, contrairement à la perception commune que le public s'en fait, mais « un hymne à la lâcheté. À la lâcheté des hommes. C'est jusqu'où un homme peut s'humilier. Je sais qu'évidemment ça peut faire plaisir aux femmes qui en déduisent, assez rapidement semble-t-il, que c'est une chanson d'amour. Et ça les réconforte ; et je comprends bien ça ». Il tranche : « C'est l'histoire d'un con et d'un raté, ça n'a rien à voir avec une femme »,. Édith Piaf disait de cette chanson : « Un homme ne devrait pas chanter des trucs comme ça ! »,.
Marc Robine, dans sa biographie Grand Jacques, le roman de Jacques Brel, cite deux auteurs qui ont pu influencer Brel pour l'image du chien : Dostoïevski dans sa nouvelle La Douce :

« Je ne te demanderai rien, rien de plus. [...] Ne me réponds rien, ne fais même pas attention à moi, laisse-moi seulement te regarder de mon coin, fais de moi ta chose, ton chien. »

et un poème de Garcia Lorca :

« Si tu es mon trésor caché,
si tu es ma croix et mon chagrin mouillé,
si je suis le chien de ta seigneurie,
ne me laisse pas perdre ce que j’ai gagné »

## Postérité

### Place dans les classements
En novembre 1999, l'institut CSA réalise un sondage pour Le Parisien et La Cinquième dans lequel 31 % des personnes interrogées considèrent Ne me quitte pas comme la meilleure chanson du XXe siècle,,. En mai 2015, selon un sondage BVA, elle est désignée deuxième « chanson préférée des Français » derrière Mistral gagnant de Renaud et devant L'Aigle noir de Barbara. Trois ans plus tard, Ne me quitte pas retrouve la première place (qu'elle a longtemps occupée), selon un sondage du site Riffx ; cette position est confirmée en 2020 par Thomas Pawlowski dans son livre Les 1 000 Chansons préférées des Français,.

### Reprises
Ne me quitte pas a également été chantée par :
- Simone Langlois en 1959, dont interprétation aurait précédé celle de Brel ;
- Barbara en 1961 sur l'album Barbara chante Jacques Brel ;
- Maysa Matarazzo, chanteuse brésilienne, en 1961 sur l'album Maysa Sings Songs Before Dawn, puis en 1966 sur l'album Maysa 1966 ;
- Nina Simone, chanteuse américaine, en 1965 sur l'album I Put a Spell on You ;
- Les Compagnons de la chanson  en 1967 sur l'album À la française ;
- Dalida en 1970, enregistré en italien Non andare via, paru sur l'album posthume Dalida (it) en 1987 ;
- Sylvie Vartan en 1972 sur l'album Sylvie à l'Olympia ;
- Isabelle Aubret en 1975, sur l'album Isabelle Aubret chante Jacques Brel ;
- Hiromi Iwasaki, chanteuse japonais, en 1979 sur l'album Koibito-tachi ;
- Serge Lama en 1979 sur l'album Lama chante Brel, vendu au profit de la recherche contre le cancer ;
- Johnny Hallyday en 1984 sur l'album Johnny Hallyday au Zénith ;
- Nicole Martin en 1984 sur l'album L'Amour avec toi ;
- Mireille Mathieu en 1985 sur l'album Les Grandes Chansons françaises ;
- Juliette Gréco en 1988, année où elle l'interprète pour la première fois sur scène à Tokyo ;
- Hana Hegerová, chanteuse tchècoslovaque, en 1988 (en français) ;
- Sting, chanteur britannique, en live en 1993 sur l'album maxi single Shape Of My Heart ;
- Nana Mouskouri en 1997 sur l'album Hommages ;
- Faudel en 1998 sur l'album Aux suivant(s) ;
- Karrin Allyson, chanteuse américaine, en 1999 sur l'album From Paris to Rio ;
- In-Grid, chanteuse italienne, en 2004 sur l'album La Vie en rose, composé de reprises de chansons françaises ;
- Alain Barrière en 2007 sur l'album Chansons françaises ;
- Florent Pagny en 2008 sur l'album Pagny chante Brel, accompagné au piano par Yvan Cassar ;
- Sophie Hunger en 2012 sur l'album The Danger of Light (version Deluxe) ;
- Céline Dion en 2012 à Las Vegas et sur l'album Sans attendre (édition Deluxe) ;
- Buika, chanteuse espagnole, en 2013 sur l'album La noche más larga ;
- Lauryn Hill, chanteuse américaine, en 2015 sur l'album Nina Simone Revisited ;
- Wyclef Jean, chanteur haïtien, en 2017 sur l'album J'ouvert ;
- Maurane en 2018 sur l'album hommage Brel  ;
- Corinne Hermès en 2019 sur l'album Intemporelle (composé de reprises de chansons françaises et internationales).

et aussi : Yves Duteil, Frida Boccara, Catherine Ribeiro, Pierre Bachelet, Gérard Lenorman, Jane Birkin, Yuri Buenaventura (version salsa, en 1999), Estrella Morente, Kháris Alexíou, Ainhoa Arteta (en), Mari Trini, Ginette Reno, Dee Dee Bridgewater, Natacha Atlas (avec une partie des paroles en arabe), Ute Lemper, Maria Gadú, Miguel Bosé, Stacey Kent (2023), Édith Piaf...

### Adaptations

#### En anglais
- Ne me quitte pas est adaptée en anglais par Rod McKuen sous le titre If You Go Away (en). Cette version a été interprétée par (liste non exhaustive) :

Ray Charles, Shirley Bassey, Helen Merrill, David Bowie, Scott Walker, Shirley Horn, Alex Harvey, Jack Lukeman, Julio Iglesias, Marc Almond, Momus, Neil Diamond, The Paper Chase, Frank Sinatra, Dusty Springfield, Cyndi Lauper (sur l'album At Last en 2003), Sylvie Vartan (à Las Vegas en 1982), Patricia Kaas, Charles Lloyd, Emilíana Torrini, Ludwig von 88, Madonna, Terry Jacks, Malia, Angelina Jordan, Barbra Streisand.
- Une autre version anglaise, plus proche de l'original, a été élaborée par Dieter Kaiser et interprétée sous son pseudonyme Didier Caesar sous le titre Don't Forsake Me Now.

#### Autres langues
- en portugais, avec trois versions différentes : Não me deixes não par Ivon Curi en 1961[23], Se Você Voltar par le Brésilien Agnaldo Timóteo en 1968, et Não me vás deixar par David Mourão-Ferreira (et interprétée par Simone de Oliveira dans les années 1970[24]).
- en allemand : adapté par Max Colpet sous le titre Bitte geh' nicht fort (S'il te plaît, ne pars pas) en 1963 et interprétée par Marlene Dietrich[25] ainsi que par Mireille Mathieu sur son album Welterfolge aus Paris en 1986 ; en outre plus proche de l'original par Dieter Kaiser et interprétée sous le pseudonyme Didier Caesar sous le titre Nein, verlass mich nicht (voir www.deutsche-chanson-texte.de),
- en catalan, avec quatre versions différentes : 1965 : Emili Vendrell (es) - No em deixis tan sol ; 1967 : Mercè Madolell (es) - No te'n vagis pas ; 1968 : Salomé - No em deixis mai ; 2005 : Albert Fibla (es) - No em deixis, no.
- en italien : enregistrée par Dalida en 1970. Une autre version a été réorchestrée par Volodia en 2007 pour le coffret des 101 Plus Belles Chansons de Dalida (coffret 5 CD). Également en italien, Non Andare Via, une version jazz par le duo de jazz italien Musica nuda.
- en tchèque : sous le titre : Lásko prokletá (Amour maudit), par Hana Hegerová en 1977[26].
- en hébreu : Yossi Banai (en) en 2000[27].
- en polonais : Michał Bajor l'interprète sous le titre : Nie opuszczaj mnie en 1988[28].
- en turc : interprétée par Zeki Müren sous le titre : Beni Terketme en 1970[29].
- en arabe tunisien : adaptée et interprétée par Wafa Ghorbel sous le titre ما ترحلش بعيد[30].
- en arabe non dialectal : adaptée par le compositeur et chanteur libanais Ziad Maher sous le titre لا تتركني (La Titrikni)[31].
- en wolof (et en version originale) par le chanteur sénégalais Souleymane Faye en 2007[32].
- en kabyle (et en version originale) par le chanteur kabyle Takfarinas dans son album Lwaldine en 2011[33].
- en malgache par Erick Manana.
- en grec par le chanteur Yiannis Parios (en)[34] (Γιάννης Πάριος) sous le titre Mi m'afinis, mi (Μη μ'αφήνεις, μη) dans son album Tha me thimithis (Θα με θυμηθείς) en 1979.

### Sketchs
- Muriel Robin dans un sketch intitulé La Lettre, lit et commente une lettre de son petit ami qu'elle vient de quitter. La lettre reprend les paroles de Ne me quitte pas[35].
- Pierre Desproges a également repris les paroles dans son sketch L'Ordre où il dit : « Ne pars pas Suzanne, il faut tout plier, tout peut se plier, tu t'enfuis déjà[36]. »

### Cinéma et télévision
Sauf indication contraire, les informations mentionnées dans cette section peuvent être confirmées par le générique de fin de l'œuvre audiovisuelle présentée ici, ainsi que par la base de données cinématographiques IMDb,  présente dans la section « Liens externes ».
- Les paroles de la chanson sont citées dans La Femme d'à côté, film de François Truffaut (1981).
- Dans le film Célibataires de 2006 réalisé par Jean-Michel Verner, une partie des paroles sont citées sans être chantées (notamment la séquence « laisse-moi devenir l’ombre de ton chien »).
- Les paroles de la chanson sont chantées dans La Prunelle de mes yeux, film d'Axelle Ropert (2016).
- La reprise de Nina Simone est entendue a la fin du 10e et dernier épisode de la première saison de la série télévisée The Leftovers[37].
- La chanson est parodiée à la fin de l'épisode 6 (première partie) des Ratz par Razmo.
- La chanson est « détruite » par le commissaire Gibert en l'accélérant pour faire parler un suspect dans Taxi 4 (2007), scénarisé et produit par Luc Besson.
- Dans le film Joker : Folie à deux (2024) de Todd Phillips, la version anglaise de chanson, If You Go Away, est reprise par le Joker.

### Autres chansons
- Les paroles de la chanson Bella de Maître Gims (2013) « j'suis l’ombre de ton iench » (« iench » étant le verlan de « chien ») font allusion aux paroles « laisse-moi devenir l'ombre de ton chien » de Ne me quitte pas. Il fait une autre allusion à ce même passage de Ne me quitte pas en disant « T'es l'ombre de mon ombre » sur Game Over, la chanson de Vitaa où Maître Gims est l'invité.
- Une allusion à cette chanson est faite par Bénabar dans son titre Le Slow, où le chanteur prétend écrire « un truc genre "Ne me quitte pas" mais en beaucoup plus joli »[38]. En concert, cette remarque vaniteuse provoque habituellement les huées amusées du public.